# Kreis Suceava

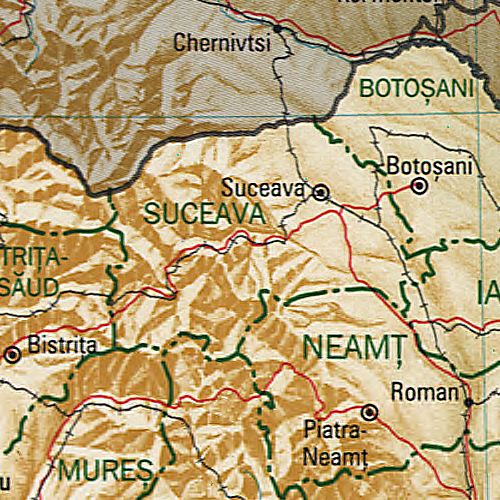
Karte von Kreis Suceava

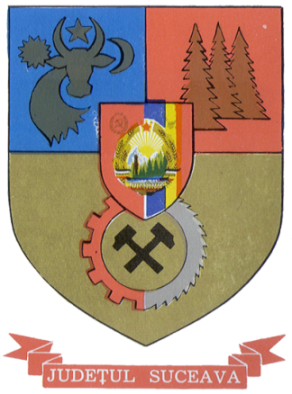
Wappen des Kreises Suceava, zur Zeit des Realsozialismus

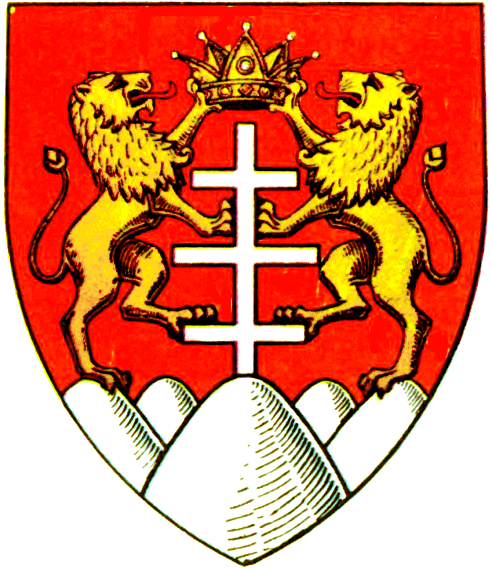
Wappen des Kreises Suceava, in der Zwischenkriegszeit

Suceava [suˈt͡ʃe̯ava] ist ein rumänischer Kreis (rumänisch Județ) in den Regionen Bukowina und Westmoldau mit der Kreishauptstadt Suceava (deutsch Suczawa). Sein Territorium umfasst den südlichen Teil des ehemaligen österreichischen Kronlandes Bukowina und ein kleiner Teil der Westmoldau. Das Kfz-Kennzeichen und die gängige Abkürzung für den Kreis sind SV.
Der Kreis Suceava grenzt im Norden an die ukrainische Oblast Tscherniwzi, im Osten an die rumänischen Kreise Botoșani und Iași, im Süden an die rumänischen Kreise Neamț, Harghita und Mureș sowie im Westen an die rumänischen Kreise Bistrița-Năsăud und Maramureș. Der Kreis Suceava ist flächenmäßig der zweitgrößte Kreis Rumäniens, nach dem Kreis Timiș im Banat.

## Demografie
Im Jahr 2002 hatte der Kreis 688.435 Einwohner und eine Bevölkerungsdichte von 80 Einwohnern pro km².
Am 20. Oktober 2011 wurden im Kreis Suceava 634.810 Einwohner registriert, somit eine Bevölkerungsdichte von 74 Einwohnern pro km².

## Geografie
Der Kreis hat eine Gesamtfläche von 8555 km² und ist damit der zweitgrößte der 41 Kreise Rumäniens. Dies entspricht 3,58 % der Fläche des Staates.

## Politik und Verwaltung
Nach den Kommunalwahlen 2024 ist Gheorghe Șoldan von der Sozialdemokratischen Partei (PSD) Kreisratsvorsitzender (rumänisch Președinte de Consiliu Județean) von Kreis Suceava. Der Kreisrat der Kreis Suceava hat 36 Mitglieder und setzt sich wie folgt zusammen (Stand: 2024)
| Partei                                | Sitze |
| ------------------------------------- | ----- |
| Partidul Social Democrat (PSD)        | 17    |
| Partidul Național Liberal (PNL)       | 15    |
| Alianța pentru Unirea Românilor (AUR) | 4     |

## Städte und Gemeinden
Der Kreis Suceava besteht aus offiziell 413 Ortschaften. Davon haben 16 den Status einer Stadt, 98 den einer Gemeinde und die übrigen sind administrativ den Städten und Gemeinden zugeordnet.

### Größte Orte
| Stadt/Gemeinde                                               | Einwohner |
| ------------------------------------------------------------ | --------- |
| Suceava (dt. Suczawa, ung. Szucsáva)                         | 84.322    |
| Rădăuți (dt. Radautz, ung. Radóc)                            | 24.292    |
| Fălticeni                                                    | 23.902    |
| Câmpulung Moldovenesc (dt. Kimpolung, ung. Moldvahosszúmező) | 15.642    |
| Vicovu de Sus (dt. Oberwikow)                                | 15.143    |
| Gura Humorului (dt. Gura Humora)                             | 13.278    |
| Șcheia (dt. Skeja)                                           | 12.792    |
| Vatra Dornei (dt. Dorna Watra, ung. Dornavátra)              | 12.578    |
| Marginea (dt. Mardzina)                                      | 11.164    |
| Dolhasca                                                     | 11.007    |
| Salcea                                                       | 09.513    |
| Ipotești                                                     | 09.346    |
| Cajvana (dt. Keschwana)                                      | 09.139    |
| Liteni                                                       | 08.878    |
|                                                              |           |
| Siret (dt. Sereth)                                           | 06.708    |
| (Stand: 31. Dezember 2021)                                   |           |